# Anna Irmanovová
Anna Irmanovová, rozená Anna Hermachová (* 24. října 1970 Praha), je česká malířka, performerka a publicistka. Vystavuje od roku 1985.

## Život
Je dcerou psycholožky PhDr. Kateřiny Irmanovové a PhDr. Jiřího Hermacha, který v roce 1975 emigroval do Francie. Od dětství prošla klasickou taneční výchovou (prof. Chmelová, prof. Kordačová), v roce 1984 se stala členkou Vysokoškolského uměleckého souboru Univerzity Karlovy, kde její taneční směřování zcela podlehlo vlivu techniky Marthy Grahamové a londýnské contemporary dance. Při studiu na Střední uměleckoprůmyslové škole v Praze (1985–1990) se zúčastňovala ilegálních a neoficiálních výstav a divadelních performancí. Během studia se také připojila k souboru Studio pohybového divadla, které následovalo divadelní práci původního souboru Křesadla a Bílého divadla. Vedení režisérky a autorky Niny Vangeli ji nasměrovalo k fyzickému divadlu a ke studiu filosofie a literatury. Ve Studiu pohybového divadla vystupovala v představeních Requiem, Mezopotamie, Nó a Bardo The Dol. V souboru setrvala až do jeho zániku v roce 1992. Vystupovala s Alternativní scénou Studia pohybového divadla, založenou Vladimírem Hulcem.

## Publicistika
Začátkem devadesátých let se prosadila jako publicistka a teoretička umění v nově vznikajících novinách, periodikách a kritických revuích. Věnovala se překladům filosofických děl. V reakci na zužující se prostor v běžných periodikách koncem roku 1995 začala uvažovat o založení vlastního uměleckého časopisu.

## Taneční zóna
Společně s tanečnicí a choreografkou Lenkou Flory vytvořila 1996 kritickou revui pod názvem Taneční sezóna, která přímo navázala mezinárodní spolupráci s tanečními časopisy Dance Now, Dancing Times, Saisones de la Dance. Ke spolupráci přizvala zakladatelku Duncan Centra Evu Blažíčkovou, Ninu Vangeli, ředitelku Tance Praha Yvonu Kreuzmannovou a ředitele Divadla Archa Ondřeje Hraba. Revue si kladla za cíl rozšířit informace o tanečním umění, přesahu a prolínání uměleckých směrů a rozpohybovat stojaté a veřejnosti zcela neznámé vody současné taneční kritiky. Taneční sezóna od začátku dávala příležitost mladým začínajícím fotografům a dále spolupracovala s renomovanými fotografy, ke grafické úpravě přizvala tehdejšího progresívního grafika Ivana Mečla a jeho studio Divus. Během prvních let vydávání kritické revue došlo ke změně názvu periodika na Taneční zóna. Anna Irmanovová byla šéfredaktorkou v letech 1996–2002. Během roku 2002 předala vedení Nině Vangeli.

## Umělecká tvorba
Pod pobídkou a vedením Václava Stratila (studium v jeho ateliéru v letech 1998–2003 na FAVU VUT v Brně) se vrátila k vlastní umělecké tvorbě a rozvinula autorskou performanci. Vystavuje doma i v Evropě, její díla jsou zastoupena v soukromých i muzejních sbírkách. V roce 2009 se začala věnovat light designu. V letech 2010–2013 vystupovala s autorským projektem Teatrum Angelicum Animae Sporckii na mezinárodním festivalu barokního divadla Theatrum Kuks. V roce 2006 se podílela na uvedení opery Petra Kofroně Mai 68 v Národním divadle v Praze a v Národním divadle v Brně. V letech 2009–2010 spolupracovala s Národním divadlem na inscenaci Káťa Kabanová režiséra Roberta Wilsona. Od roku 2008 vede vlastní Hudebněvýtvarné workshopy pro děti a kurz Psychotance. Vytváří autorské performance live painting, light design ve spolupráci s hudebníky a skladateli současné hudby.